# Marcel Bidot

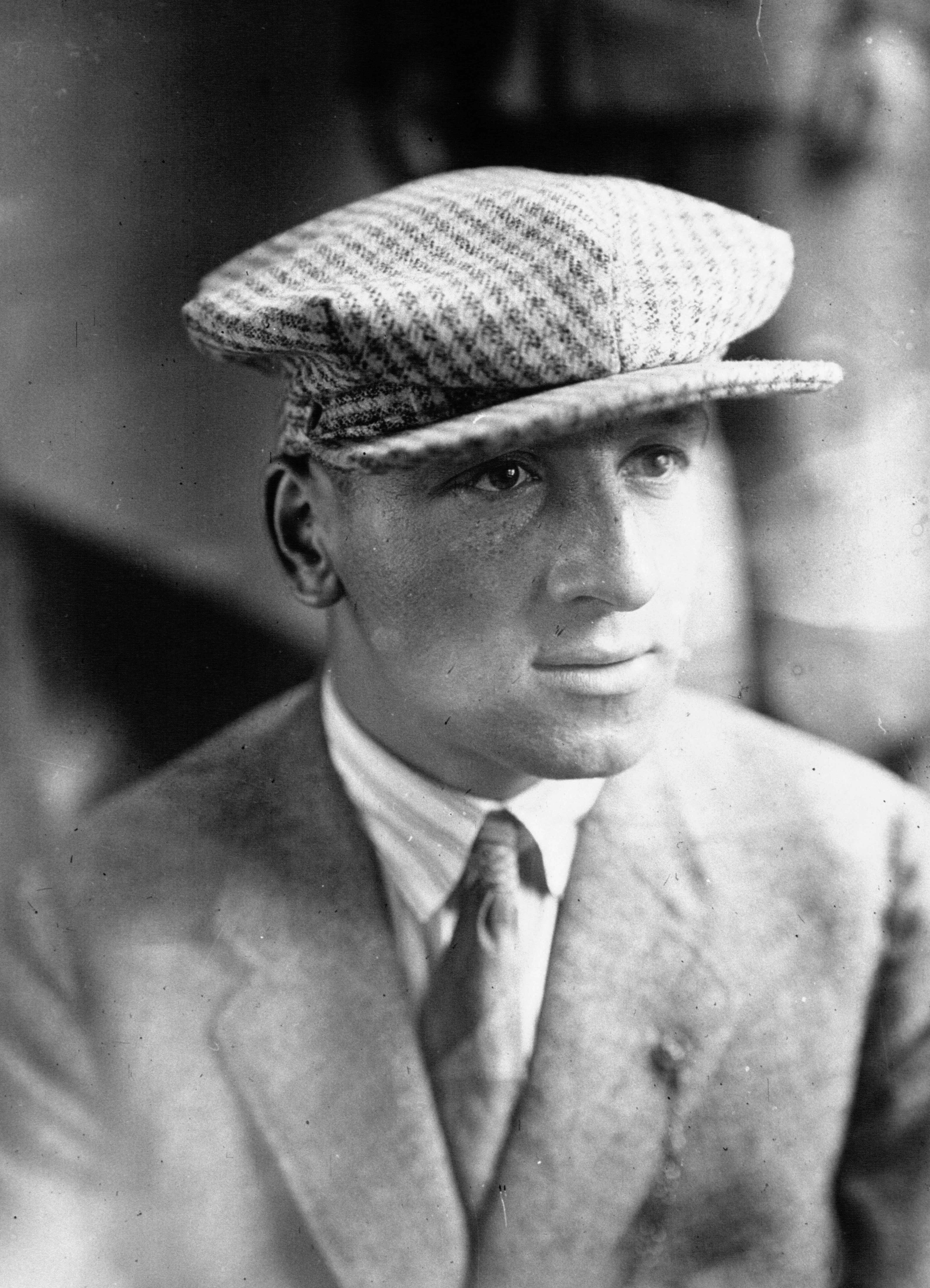
Marcel Bidot (1929)

Marcel Bidot (* 31. Dezember 1902 in Saint-Lyé; † 26. Januar 1995 ebenda) war ein französischer Radrennfahrer und späterer Sportlicher Leiter.
Sein bedeutendster Erfolg als Amateur war der Sieg im Rennen Paris–Rouen 1922. Marcel Bidot war Profi-Radrennfahrer von 1923 bis 1939. 1924 gewann er Paris–Bourges. 1928 siegte er im Eintagesrennen Marseille–Lyon. 1929 wurde er französischer Meister im Straßenrennen und 1934 gewann er Paris–Troyes. 1931 siegte er im Circuit de l’Allier.
Sechsmal startete er bei der Tour de France: 1926 wurde er Zehnter, 1928 gewann er die fünfte Etappe und wurde Achter der Gesamtwertung, 1929 gewann er die zwölfte Etappe und wurde 16. Bei der Tour de France 1930, die mit Nationalmannschaften gefahren wurde, belegte er den fünften Platz.
Von 1952 bis 1968 war Marcel Bidot als Nachfolger seines Bruders Jean Sportlicher Leiter der französischen Nationalmannschaft bei der Tour und bei UCI-Straßen-Weltmeisterschaften. Unter seiner Ägide hatte Jacques Anquetil seine größten Erfolge im Nationalteam, das zudem in dieser Zeit sechsmal die Tour für sich entschied. Zudem organisierte Bidot das Rennen Paris–Troyes.

## Familiäres
Sein Bruder Jean Bidot war ebenfalls Radprofi.